# Marion Welter
Pour les articles homonymes, voir Welter.
Marion Welter est une artiste luxembourgeoise née en 1965. 

## Biographie
À l'âge de 15 ans elle fait partie du groupe musical Quo Vadis. Elle a étudié la musique classique, la musique pop et le jazz.
Avec le groupe Kontinent, elle représente le Luxembourg au concours eurovision de la chanson en 1992 à Malmö (Suède). Elle y interprète en langue luxembourgeoise la chanson Sou fräi (As free), et est arrivée 21e sur 23 avec un total final de 10 points.